# Бернард Батлер
Бернард Джозеф Батлер (англ. Bernard Joseph Butler; нар. 1 травня 1970, Стемфорд Хілл, Лондон, Англія) — британський музикант, продюсер, аранжувальник та автор-виконавець. Він був проголошений деякими критиками як найкращий гітарист свого покоління, а також одним з найоригінальніших і талановитих гітаристів Великої Британії. Батлер свого часу був у складі таких гуртів, як Suede та The Tears.

## Життєвий та творчий шлях

### Suede
Свої перші творчі кроки він здійснив у складі гурту Suede, до якого приєднався у 1989 році, коли йому було 19 років. Приводом стало оголошення у журналі New Musical Express. Разом із харизматичним фронтменом та автором пісень Бреттом Андерсоном Батлер утворив творчий тандем. Перший досвід студійної роботи Бернард отримав, працюючи над піснями для перших синглів Suede. Сама група була одним з найвідоміших колективів Британії, на який покладали багато сподівань, як меломани так і музичні критики. Вони дуже яскраво дебютували, їхній однойменний студійний альбом очолив хіт-парад, здобув престижну нагороду Mercury Prize та невдовзі став золотим. Не зважаючи на це, між двома творчими одиницями зростали суперечки, які згодом переросли в конфлікт, що досягнув свого апофеозу під час роботи над другим альбомом Dog Man Star. Зрештою, після виходу Dog Man Star восени 1994-го Батлер вирішив залишити гурт.

### Сольна творчість та інші проєкти
Першим проєктом після Suede став дует McAlmont and Butler, який Бернард організував разом з автором-виконавцем Девідом Макелмонтом. Цей проєкт випустив всього два сингли і невдовзі припинив своє існування.
Наприкінці 90-х Батлер випустив сольні роботи: «People Move On» (1998) та «Friends and Lovers» (1999). В цілому ці записи минули майже непомітно для критиків та меломанів. Найуспішнішим став дебютник, який потрапив до TOP-20 альбомного чарту, а також містив сингл «Stay», який став 12 у UK Singles Chart.

### Продюсерська діяльність
Як талановитий музикант та досвідчений студійний працівник, Батлер завжди був затребуваний. З роками він встиг попрацювати з безліччю музикантів, серед яких були Гітер Нова, Софі Елліс-Бекстор, Кейт Неш, Black Kids, The Libertines, Duffy, The Cribs.
Він був відзначений нагородою «Продюсер року» на церемонії 2009 BRIT Awards.